# Station Burton Joyce
Burton Joyce is een spoorwegstation van National Rail in Burton Joyce, Gedling in Engeland. Het station is eigendom van Network Rail en wordt beheerd door East Midlands Railway. Het station is geopend in 1960.